# Juan Andreu
Juan Andreu Candau (* 20. Januar 1985 in Sevilla) ist ein spanischer Handballspieler, der auf der Spielposition Kreisläufer eingesetzt wird.

## Vereinskarriere
Der Kreisläufer spielte von 2004 bis 2010 beim spanischen Erstligisten BM Granollers. Anschließend lief er für den Ligakonkurrenten Ademar León auf, mit dem er in der Copa ASOBAL 2011/12 im Finale dem FC Barcelona mit 27:28 unterlag. Zur Saison 2012/13 wechselte er nach Deutschland zum Bundesligisten TSV Hannover-Burgdorf, mit dem er im EHF Europa Pokal 2013/14 die Gruppenphase erreichte. Ab dem Sommer 2015 lief er für den französischen Erstligisten Pays d’Aix UC auf. Im Jahre 2019 schloss er sich Limoges Hand 87 an. Im Juni 2021 kehrte er nach Spanien zurück, wo er in der dritten Liga für Balonmano Triana spielt.

### Bundesligabilanz
| Saison    | Verein                | Spielklasse | Spiele | Tore | 7-Meter | Feldtore |
| --------- | --------------------- | ----------- | ------ | ---- | ------- | -------- |
| 2012/13   | TSV Hannover-Burgdorf | Bundesliga  | 24     | 45   | 0       | 45       |
| 2013/14   | TSV Hannover-Burgdorf | Bundesliga  | 33     | 56   | 0       | 56       |
| 2014/15   | TSV Hannover-Burgdorf | Bundesliga  | 36     | 72   | 0       | 72       |
| 2012–2015 | gesamt                | Bundesliga  | 93     | 173  | 0       | 173      |

## Auswahlmannschaften
Am 29. Juni 2001 stand Andreu erstmals im Aufgebot einer spanischen Auswahl. Mit der Jugend-Nationalmannschaft absolvierte er 21 Spiele, in denen er 21 Tore warf.
Vom 9. Januar 2004 bis zum 14. August 2004 lief er in 15 Spielen mit der Juniorenauswahl auf und warf darin 27 Tore.
Juan Andreu bestritt vom 6. Januar 2009 bis zum 29. April 2015 insgesamt 51 Länderspiele für die spanische Nationalmannschaft. Er gewann mit dem Team bei der Europameisterschaft 2014 die Bronzemedaille sowie bei der Weltmeisterschaft 2015 die Silbermedaille.